# Université au Japon

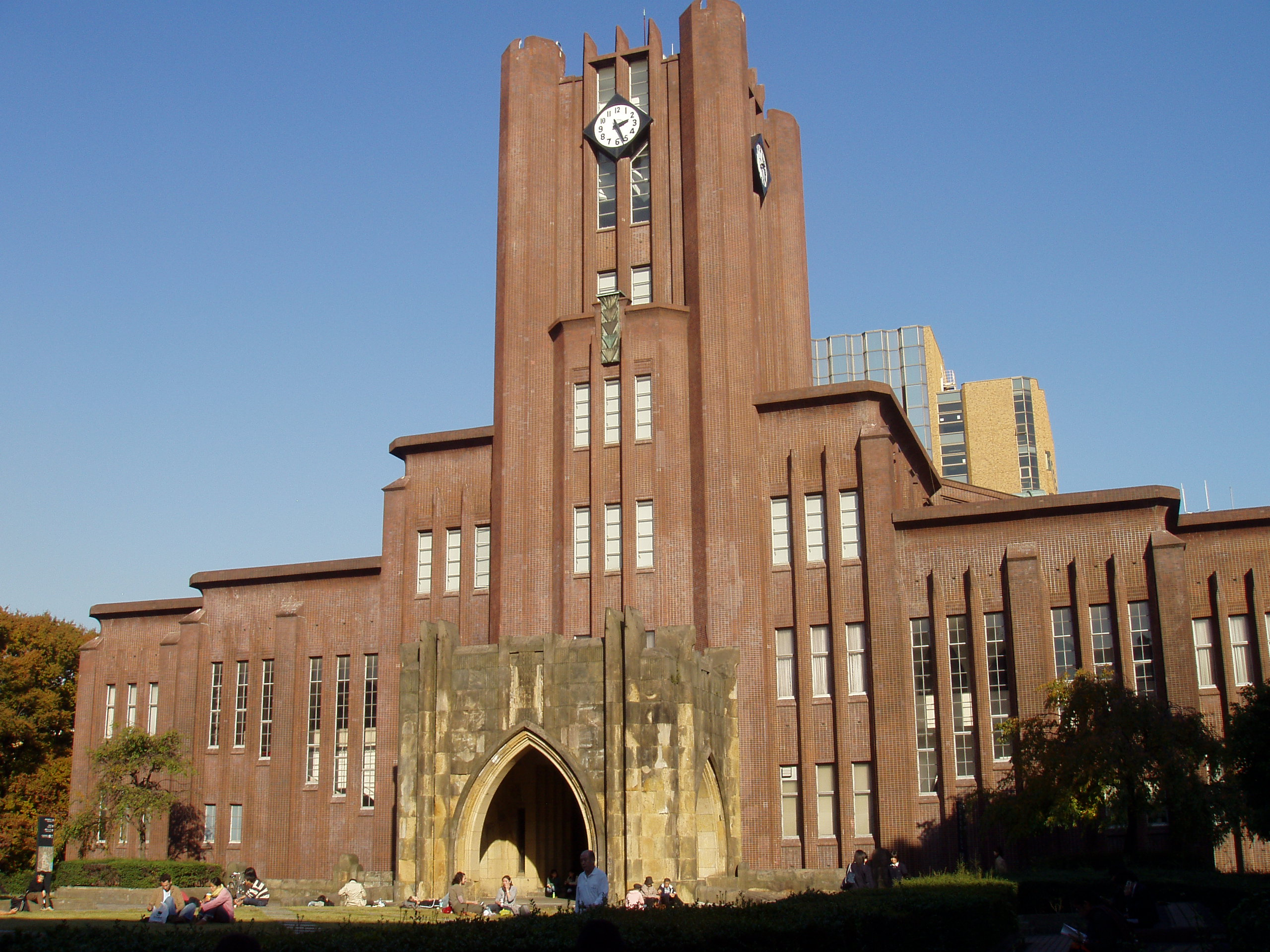
L'université de Tokyo, Une des plus prestigieuses universités du pays.

Le système universitaire au Japon est le dernier échelon du système éducatif japonais. Il se constitue lors de l'ère Meiji à la fin du XIXe siècle, tout en bénéficiant du réseau scolaire dense constitué lors des époques précédentes.
Il compte plus de 780 établissements, la plupart sont privés (environ 600), mais certains relèvent d'un système national (86 universités) ou public (92 universités). Si les établissements privés scolarisent les trois-quarts des étudiants de premier cycle, les établissements nationaux captent eux plus de la moitié des étudiants de second cycle, et près de 70 % des étudiants de troisième cycle. 
Les activités de recherche sont concentrées dans une dizaine d'universités nationales et quelques grosses universités privées. Les universités jouent un rôle important dans le développement économique du pays en s'imposant comme des pôles d'innovations importants. Le système universitaire du pays est l'un des seuls à avoir formé et employé plusieurs dizaines de prix Nobel.
Le système universitaire longtemps très élitiste connait une phase de massification après guerre, puis de généralisation à partir des années 2000 (plus de la moitié des lycéens poursuivent leurs études à partir de 2010). Il s'engage aussi dans une internationalisation dans les années 1990 pour capter plus d'étudiants étrangers, et ceux-ci passent le cap des 300 000 en 2019. Le baisse de la natalité dans le pays fait peser des contraintes sur les plus petites universités, souvent rurales.

## Historique

### Début du système universitaire lors de l'ère Meiji
Un embryon de système universitaire public voit le jour au Japon en 1877 avec la création de l'Université impériale de Tokyo, première des universités impériales du pays. Le gouvernement japonais prend initialement comme les exemples les systèmes universitaires français et anglosaxons pour structurer le fonctionnement, la pédagogie, et la recherche, avant de se rapprocher du modèle prussien à partir des années 1870. Une seconde université impériale est fondée en 1897 à Kyōto. Dès 1900 la diète japonaise vote en faveur de la création de deux nouvelles universités impériales, l'une dans la région du Tōhoku et l'autre sur l'île de Kyūshū. Ces projets sont repoussés en raison de la hausse des dépenses militaires occasionnée par les risques de conflit contre la Russie. L'Université impériale du Tōhoku ouvre finalement à Sendai en 1907, et l'Université impériale de Kyūshū ouvre elle à Fukuoka en 1911. Si les idées occidentales comme le progressisme et le socialisme rencontrent un échos très favorable au sein des enseignants et des étudiants de ces universités dès les années 1880, le pouvoir y voit une possible menace à son autorité. Ce dernier adopte en 1886 le rescrit sur les universités impériales (ja) puis en1890 le rescrit impérial sur l'éducation, qui permettent de limiter la liberté d'expression des professeurs des universités impériales en les traitant comme des fonctionnaires. Si leurs administrations est en théorie très contrôlée par le ministère de l'éducation, deux incidents, l'affaire des sept docteurs en 1905 puis l'affaire Sawayanagi (ja) en 1913, permettent aux facultés de gagner en autonomie.

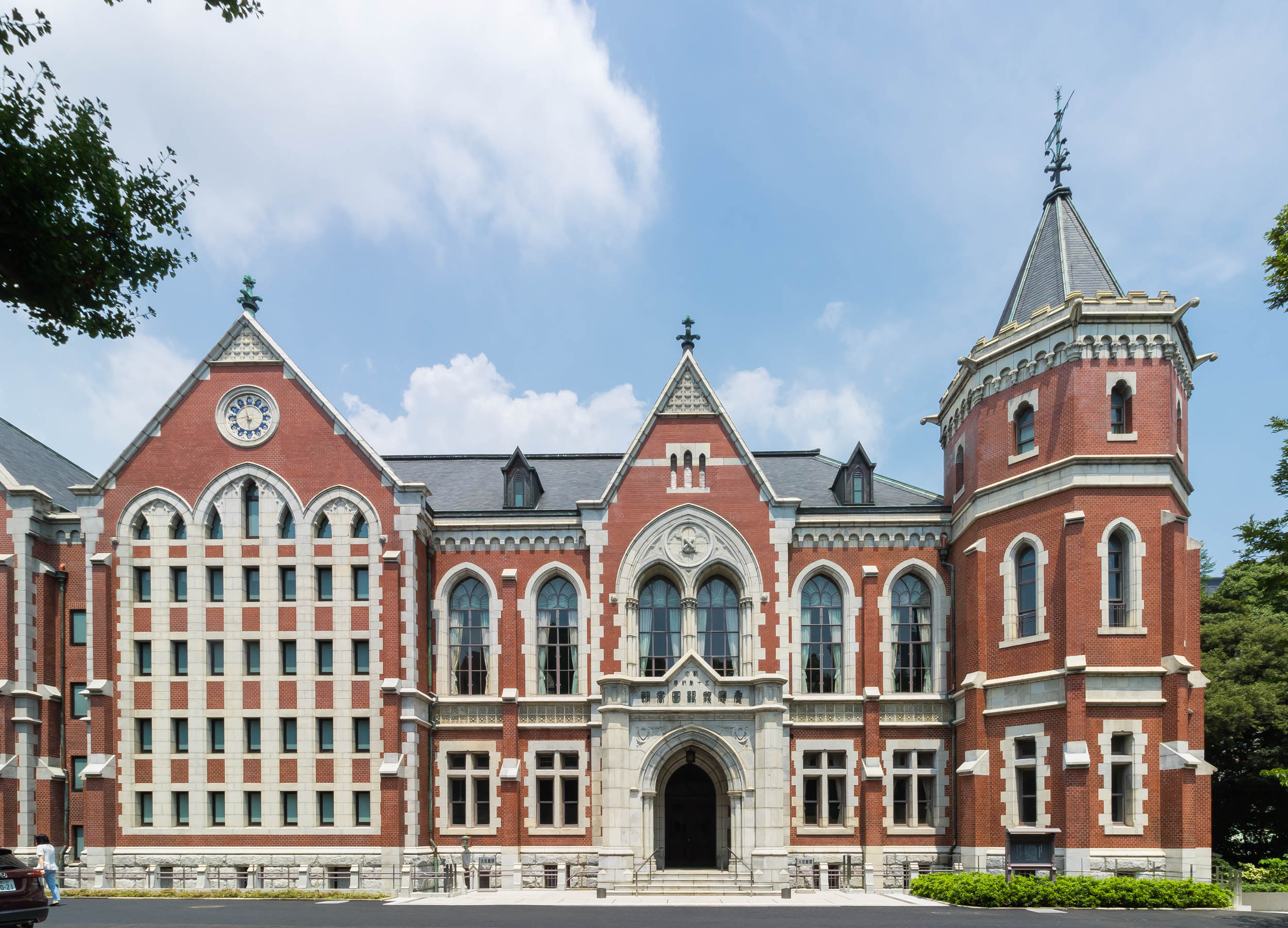
Fondée en 1858 comme école spécialisée, l'Université Keiō est l'une des plus anciennes du pays.

L'ère Meiji voit aussi s'ouvrir de très nombreuses écoles privées, dont le cursus est destiné à l'enseignement de l'anglais et/ou de savoirs occidentaux. Si la plupart d'entre elles périclitent, certaines vont par la suite évoluer et constituer les premières universités privées. Ces écoles sont en majeure partie situées à Tokyo, mais des centres culturels importants comme Kyoto sont aussi concernés. Si ces écoles sont surtout animées par des formateurs japonais, certaines d'entre elles, comme Dōshisha à Kyoto, les universités Rikkyō et Sophia à Tokyo sont fondées par divers mouvements chrétiens. D'autres, comme Waseda ou Keiō, sont liées à des personnalités politiques ou intellectuelles, et Tsuda ou Jissen, sont elles liées à des militantes du droit des femmes.
Les écoles spécialisées, publiques comme privées, voient leurs fonctionnements régulés et en parti unifiés par la loi sur l'enseignement spécialisé en 1903. Le cursus doit faire au minimum trois ans, et l'accès est conditionné à l'achèvement d'une scolarité en lycée au préalable. 31 écoles sont initialement reconnues, qui exercent dans différents domaines comme la médecine (pour cinq d'entre elles), le droit (pour 11 d'entre elles), les lettres et langues (pour huit d'entre elles), ou la religion (sept au total). Plusieurs des écoles relevant de l'État vont évoluer lors de réformes ultérieures pour devenir des universités de plein droit (dont l'École des langues étrangères de Tokyo, l'École de musique de Tokyo et l'École des beaux-arts de Tokyo).

### Essor de l'ère Taishō à la fin de la Seconde Guerre mondiale
L'enseignement universitaire japonais accueille un nombre croissant d'étudiants : de 9 695 en 1915, leur nombre passe à 81 999 en 1940.

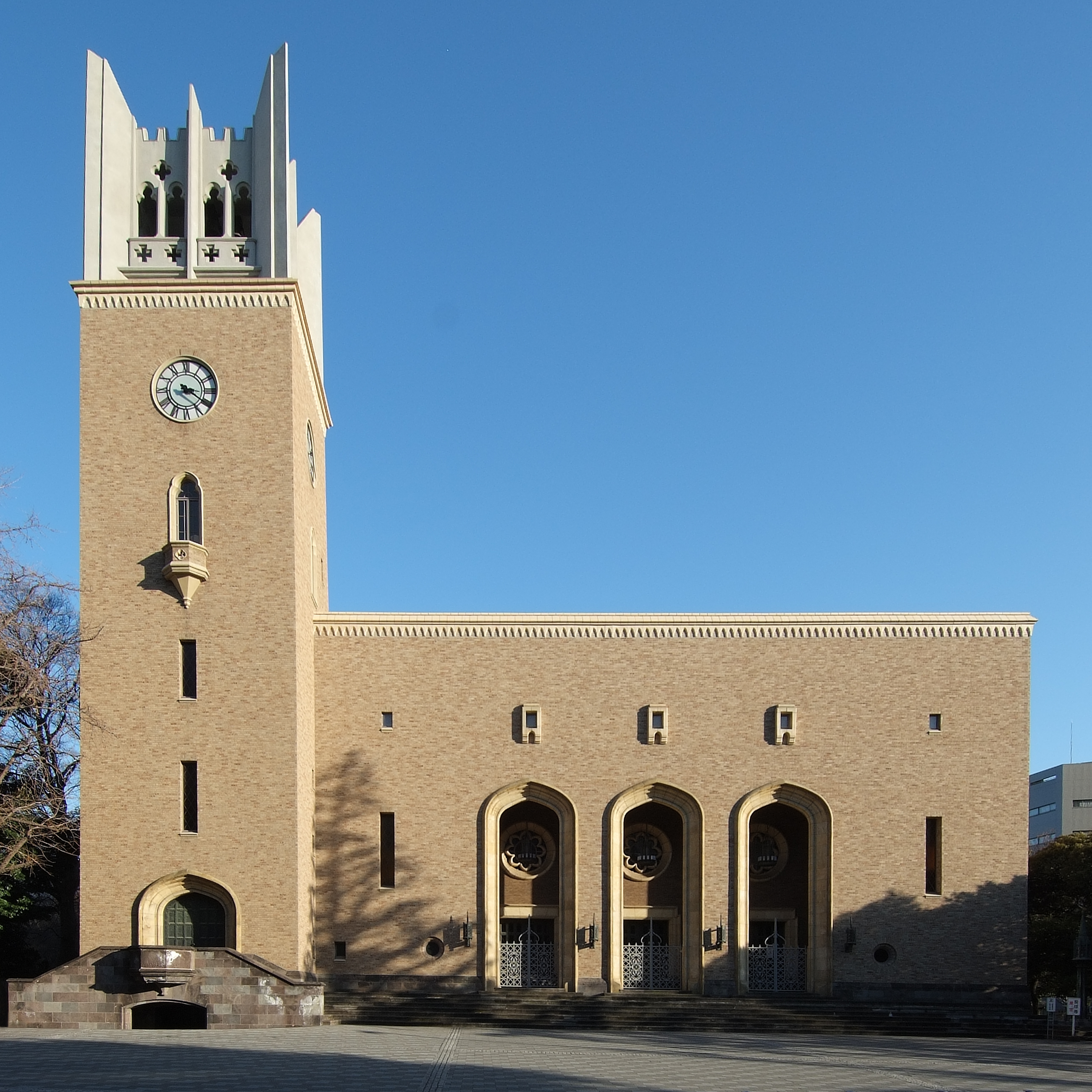
L'Auditorium Ōkuma de l'Université Waseda, inauguré en 1927. L'école ouverte en 1882 est l'une des première institution privée à accéder au rang d'université en 1920.

Ce développement de l'enseignement supérieur est encouragé par la loi sur l'université de 1918 qui permet à plusieurs écoles privées spécialisées de se constituer en universités privées. Sous réserve de remplir des conditions de financement et d'accueil des étudiants particulières (fonds de dotation et nombre de bâtiments suffisants), ces écoles peuvent candidater pour recevoir cette reconnaissance par l'État. En février 1920, les écoles de Waseda et de Keiō sont les premières à valider ces conditions, suivies en avril de la même année par Meiji, Hōsei, Chūō, Nihon, Kokugakuin, et par Dōshisha. À la fin de l'ère Taishō en décembre 1926, 22 établissements privés sont reconnus comme universités. Elles sont au nombre de 30 en 1930 et diplôment quinze mille étudiants par an, pour des effectifs totaux d'environ quarante mille étudiants.
La loi sur l'université de 1918 permet par ailleurs la création d'universités, souvent dotées d'une unique faculté, par des institutions publiques autres que le ministère de l'Éducation, notamment par des préfectures (création de l'université préfectorale de médecine d'Osaka en novembre 1919 et de l'université préfectorale de médecine d'Aichi en 1920, et nouveau statut pour d'anciennes écoles qui deviennent l'université préfectorale de médecine de Kyoto en 1921 et l'université préfectorale de médecine de Kumamoto en 1922). En parallèle les universités impériales voient leur nombre croitre : l'Université impériale d'Ōsaka est instituée en 1931 et celle de Nagoya en 1939. Dans l'Empire s'ouvre à Séoul l'Université impériale de Keijō en 1924 et à Taipei l'Université impériale de Taihoku en 1928. Au total en 1940 ces diverses universités publiques sont au nombre de 19, et comptent plus de 30 000 étudiants.
Les diplômés de l'enseignement supérieur constituent cependant une infime minorité ne dépassant pas 0,3 % de la population dans les années 1930. Les femmes restent aussi sous-représentées et n'atteignent que 9,9 % de la population étudiante en 1937. Presque exclues des universités nationales, elles peuvent néanmoins compter sur une cinquantaine d'écoles et d'universités réservées aux femmes. La politisation des étudiants est aussi notable. Dans les années 1910 se constituent des associations politiques étudiantes radicales — de gauche, comme de droite qui s'opposent frontalement sur les campus, notamment lors de affaire Morito (ja) de 1920 qui débouche l'emprisonnement d'un enseignant en raison de ses publications. Les lois de préservation de la paix de 1925 visent les campus et, en application de celles-ci, trois mille étudiants sont arrêtés pour leurs activités à l'extrême-gauche, dont 1 170 pour la seule année 1932, et mille de plus entre 1937 et 1945. Des enseignants sont aussi emprisonnés pour les mêmes raisons. Cette politisation des étudiants est d'autant plus forte que la crise économique qui touche le pays dès le milieu des années 1920 réduit les perspectives professionnelles. 
Dès le début de la guerre contre la Chine en 1937, le système universitaire est assez largement mis à contribution dans le cadre de l'effort de guerre. L'accent est mis sur la formation d'ingénieurs et de médecins au travers de la création de nombreux instituts de recherche. Entre 1935 et 1945, le nombre d'étudiants dans les facultés de sciences passe de neuf mille à trente mille, et dans les facultés d'ingénierie, de 14 837 à 85 680,. Un entraînement militaire obligatoire est aussi institué au sein des universités en 1939 . Les étudiants sont assez largement épargnés par la conscription, mais la situation change à partir du déclenchement de la guerre contre la Chine en 1937, et l'âge est peu à peu abaissé pour intégrer la plupart d'entre eux. C'est ainsi qu'en 1943, cent trente mille étudiants sont mobilisés par l'armée.

### Les réformes lors de l'occupation du pays
Le système universitaire japonais connait comme le reste du système éducatif une refonte importante lors de la période d'occupation du pays après sa défaite lors de la guerre du Pacifique. Un article de la nouvelle constitution du Japon, le 23e (ja), porte sur la garantie de la liberté académique dans le pays. La Loi fondamentale sur l'éducation adoptée en 1947 fournit un cadre aux réformes du système universitaire. Le système des universités impériales est démantelé, et afin d'assurer un accès plus large aux études universitaires, l'occupant fixe l'objectif d'une université nationale par préfecture. Les écoles normales et les écoles de médecine servent souvent d'embryons à ces nouvelles universités nationales, et leurs fonctionnements s'inspirent davantage du système universitaire américain. La première rentrée sous ce nouveau régime a lieu en 1949 : 70 universités nationales, 17 écoles publiques locales, et 81 universités privées sont alors recensés. En parallèle un système de collèges universitaires, ou Tanki Daigaku (短期大学), est mis en place pour fournir un cadre aux établissements dont la scolarité se limite à deux ans.
Les réformes doivent cependant faire face à une contexte politique chargé qui influe sur leurs contours. Les enseignants radiés avant guerre sont réintégrés par le SCAP dès octobre 1945, et le mois suivant des mesures d'épuration sont prises pour écarter les enseignants trop proches de l'ancien régime. La volonté d'imposer une grande décentralisations aux universités nationales et de réduire le pouvoir du ministère de l'éducation sur celles-ci se heurte aux universitaires. La déclaration Eels (ja), qui bénéficie d'un certain soutien par le SCAP, propose en 1949 d'interdire aux enseignants communistes d'exercer au nom de la protection des libertés académiques, alors que le Parti communiste japonais a la main mise sur les directions de la Fédération japonaise des associations autonomes d'étudiants (ou Zengakuren) ou encore du Japan Teachers Union (en) et mène par ces intermédiaires des opérations de déstabilisation dans le pays. Alors que le contexte international est de plus en plus défavorables aux communistes japonais et qu'une certaines hostilité envers eux se matérialise dans la population japonaise, une série de purges rouges (ja) lancées par le gouvernement du premier ministre Yoshida frappent les étudiants et les professeurs japonais en 1950. Des associations étudiantes sont dissoutes, et des enseignants renvoyés.

### La forte croissance de l'après-guerre
Le système universitaire rentre dans une phase de très grande croissance à partir de 1952. Le nombre d'universités actives passe de 226 en 1952 (et 228 Tanki Daigaku (短期大学)) à 389 universités en 1971 (et 486 Tanki Daigaku). Le nombre d'étudiants triple sur la même période, ce qui permet à près de 26 % d'une classe d'âge de fréqenter l'université en 1971. Cette croissance se fait au principalement au bénéfice des établissements privés, qui scolarisent 75 % des étudiants en 1971. Les universités nationales continuent leurs croissances, et au cours des années 1960 intègrent comme faculté des écoles publiques locales de plusieurs spécialités (ingénierie, agriculture, médecine). En 1964 les universités nationales voient aussi leurs sources de revenus s'élargir, avec l'autorisation de vendre leurs propriétés (comme des brevets) ou des services (en soins hospitaliers).

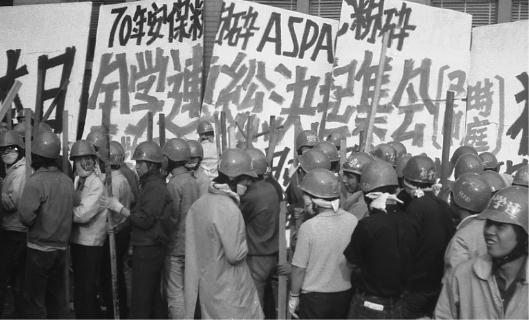
Etudiants de l'Université Chūō lors de manifestations à la fin des années 1960.

Les établissements sont touchés par une suite d'importants mouvements étudiants à la fin des années 1960, souvent pilotés par la Fédération japonaise des associations d'autogestion étudiantes (ou Zengakuren). Une loi de mesures provisoires concernant la gestion des universités est adoptée en urgence en 1969 pour ramener de l'ordre sur les campus, alors que certaines universités restent bloquées plus mois, parfois même une année entière dans le cas de l'université de Tokyo. L'État fait adopter une réforme importante en 1971 pour rationnaliser le fonctionnement des universités sur les questions pédagogique, de démocratie interne, ou encore de financement. La croissance rapide du nombre d'étudiants a rendu certains fonctionnement surannés par la massification de l'enseignement supérieur.
La question de l'attractivité du système universitaire japonais auprès des étudiants étrangers devient un enjeu au début des années 1980. Alors qu'en 1983 le pays n'accueille qu'environ 10 000 étudiants étrangers, le premier ministre Nakasone annonce un programme visant à porter à 100 000 ce chiffre d'ici au début du XXIe siècle. Les 54 000 étudiants étrangers sont atteints en 1995, mais ce chiffre connait une baisse les années suivantes en raison des difficultés économiques au Japon, et à partir de 1997 de la crise économique asiatique. L'objectif n'est finalement atteint qu'en 2003.

### Développement récents
Le pays connait à partir du début des années 1990 une hausse du nombre de ses universités. De 523 en 1992, celui-ci passe à 783 en 2013, dont 32 nouvelles entre 2009 et 2012. Cette dernière hausse s'explique par la transformation d'écoles techniques en universités en passant leurs cursus de deux à quatre ans, leur nombre baissant sur la même période de 591 à 372 ; une libéralisation du secteur en 2003 par le premier ministre Jun'ichirō Koizumi permet aussi une plus grande facilité d'obtention du statut d'université par des établissements privés. Ce phénomène est particulièrement notable dans les régions rurales qui voient dans le développement universitaire une possibilité pour éviter la fuite des cerveaux dans les régions les plus urbaines.
Les universités nationales connaissent une réforme importante de leur fonctionnement en 2004, initiée par le premier ministre Koizumi. Auparavant gérées comme un service interne du MEXT, elles accèdent à une forme d'autonomie et deviennent des entités indépendantes. Leurs personnels jusque là bénéficiant du statut de fonctionnaire deviennent des employés de ces universités. Les présidents qui sont à leurs têtes voient leurs prérogatives élargies, notamment sur la question du recrutement des personnels. Les universités nationales peuvent alors choisir leurs stratégies de développement, et leurs politiques sont évaluées à postériori.
Le taux de lycéens poursuivant leurs études dans le supérieur connait lui aussi une hausse constante, leur proportion passant de 26 % en 1992 à 51 % en 2010. Le nombre total d'étudiants reste lui plus stable en raison des difficultés démographiques du pays, le nombre de personnes en âge de s'enrôler passant de 2,05 à 1,22 million sur la même époque. Le système de recrutement devient globalement plus répartitif et moins sélectif, atténuant certains effets délétères de la course aux diplômes comme le gakurekibyō.
Plusieurs programmes sont mis en œuvre par les gouvernements successifs pour inciter les meilleures universités à s'internationaliser. Le premier ministre Fukuda annonce en 2008 vouloir porter à 300 000 le nombre d'étudiants étrangers accueillis au Japon, objectif qui sera reconfirmé par la suite en 2013 par le premier ministre Abe. Treize universités, sept nationales et six privées sont retenues en 2010 pour recevoir des financements dans le cadre du programme Global 30. Le Top Global University Project (en) initié en 2014 pour une durée de dix ans poursuit cette politique d'internationalisation en sélectionnant 37 établissements publics et privés recevant des fonds. Ceux-ci vont au développement de cursus en anglais, au recrutement de personnels enseignants étrangers, à la construction de dortoirs pour étudiants étrangers. L'objectif des 300 000 étudiants étrangers est finalement atteint en 2019.

## Typologie
Le système universitaire japonais comporte trois types d'universités, regroupant en mai 2012 783 établissements. Ce chiffre est en progression constante, le nombre d'universités n'atteignant que 523 en 1992. Les établissements nationaux dépendent du ministère de l'Éducation, de la Culture, des Sports, des Sciences et de la Technologie, alors que les établissements publics sont gérés eux par des collectivités territoriales comme les préfectures ou les municipalités. Les établissements privés dépendent eux de groupes privés.

### Universités nationales
L'enseignement supérieur géré par l'État regroupe en 2012 86 universités, chiffre en baisse après avoir connu à pic à 100 établissements en 2003.
Elles scolarisent un total de 595 759 étudiants en 2015. En proportion, elles comptent pour 17,4 % des étudiants de premier cycle dans le pays, mais cette part monte à 58,8 % pour le second cycle universitaire, et 68,6 % pour le troisième cycle universitaire. L'enseignement professionnel assuré par ces établissements représente lui 36,1 % du total national.

### Universités publiques

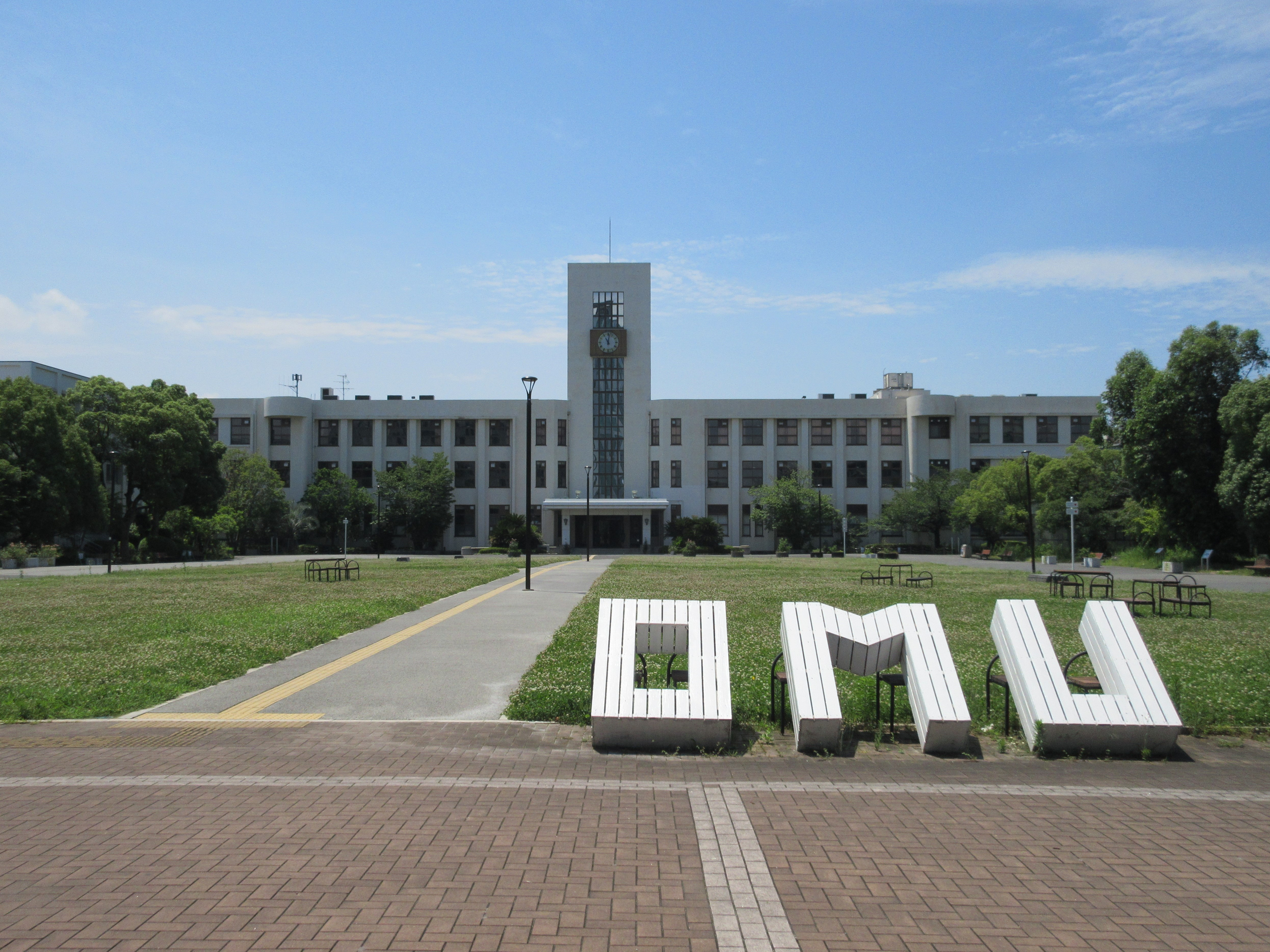
L'Université métropolitaine d'Osaka, l'une des universités publiques les plus récente, crée en 2022 de la fusion de l'Université municipale d'Osaka et de l'Université préfectorale d'Osaka.

L'enseignement public géré par des collectivités locales regroupe en 2012 92 universités. Leur nombre se développe principalement entre 1985 et 2005, passant de 34 à 86 établissements.
Elles scolarisent un total de 145 592 étudiants en 2015. En proportion, elles comptent pour 5,1 % des étudiants de premier cycle dans le pays, mais cette part monte à 6,5 % pour le second cycle universitaire, et 6,6 % pour le troisième cycle universitaire. L'enseignement professionnel assuré par ces établissements représente lui 4,4 % du total national.

### Universités privées

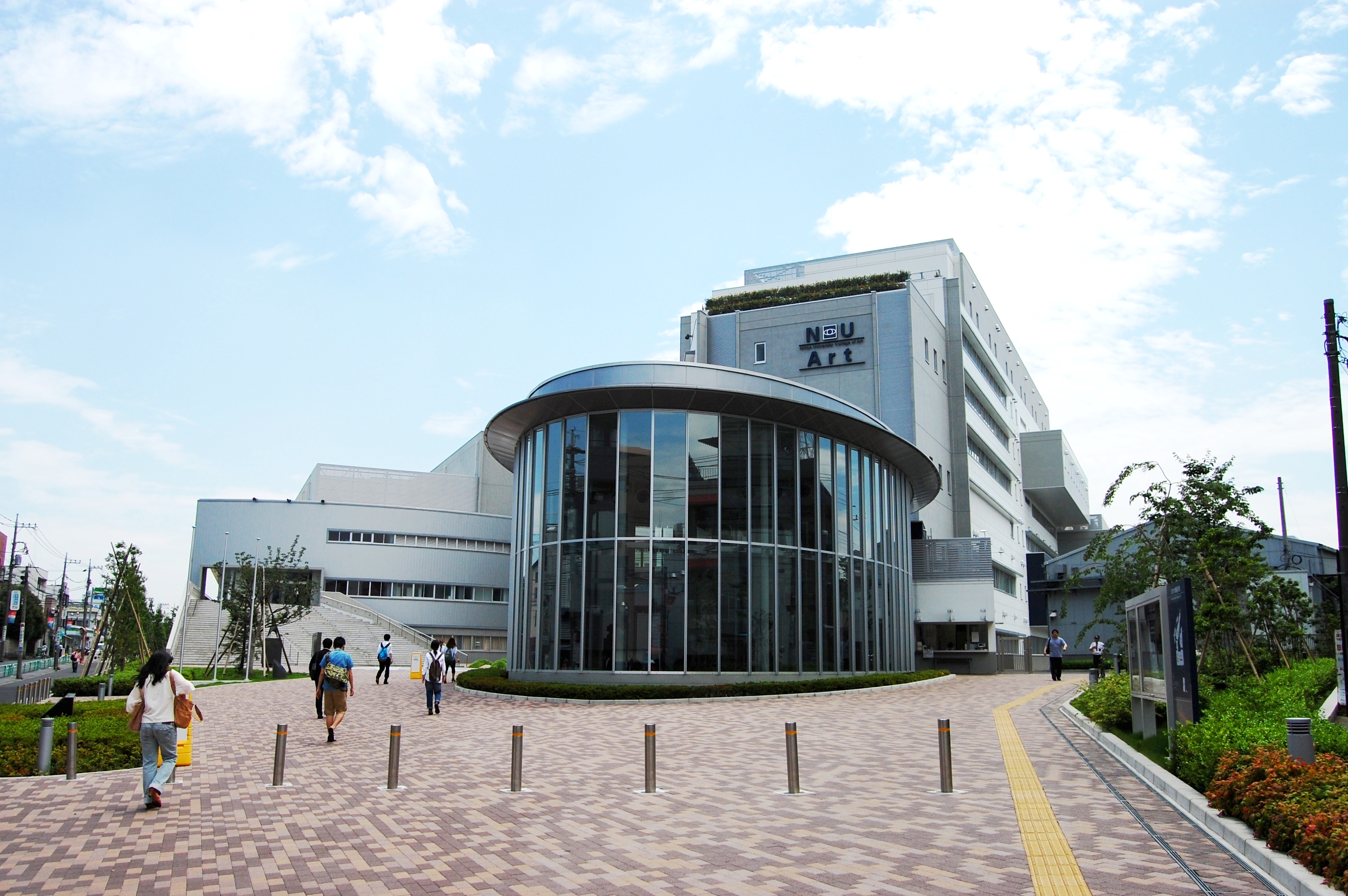
L'Université Nihon est l'université privée qui scolarise le plus d'étudiants au Japon (68000).

L'enseignement privé regroupe 605 universités en 2012. De tailles diverses, seules 39 d'entre elles comptent plus de 10 000 étudiants en 2014. Elles gagnent en importance entre 1955 et 1975, passant de 53 % à 72 % des universités du pays. Elles scolarisent un total de 2 064 185 étudiants en 2015. En proportion, elles comptent pour 77,5 % des étudiants de premier cycle dans le pays, mais cette part chute à 34,7 % pour le second cycle universitaire, et à 24,8 % pour le troisième cycle universitaire. L'enseignement professionnel assuré par ces établissements représente lui 59,5 % du total national.
Des difficultés importantes de recrutement de nouveaux étudiants deviennent la norme à partir des années 2010. Près de la moitié (46 %) de ces établissements ne parviennent pas en 2012 à remplir leurs effectifs, et ce taux atteint les 59 % en 2024. En 2012, 18 d'entre elles fonctionnent à moins de 50 % de leurs capacités d'accueil. Le recrutement d'étudiants étrangers permet alors de pallier ce déficit, mais le développement universitaire en Chine tend à restreindre progressivement cette option. Cette surcapacité d'accueil est combattue par le ministère de l'Éducation, qui réduit les financements publics aux établissements privés ayant enregistré des taux de remplissages trop bas (comme l'attribution de bourses d'études pour les étudiants les plus défavorisés). Environ le tiers des établissements privés ont en 2024 procédés à une réduction de leurs capacités d'accueil, ou étudié des mesures similaires. Les établissements qui connaissent le plus de difficultés sont souvent des universités scolarisant moins de 1 000 étudiants (90 % d'entre elles). 

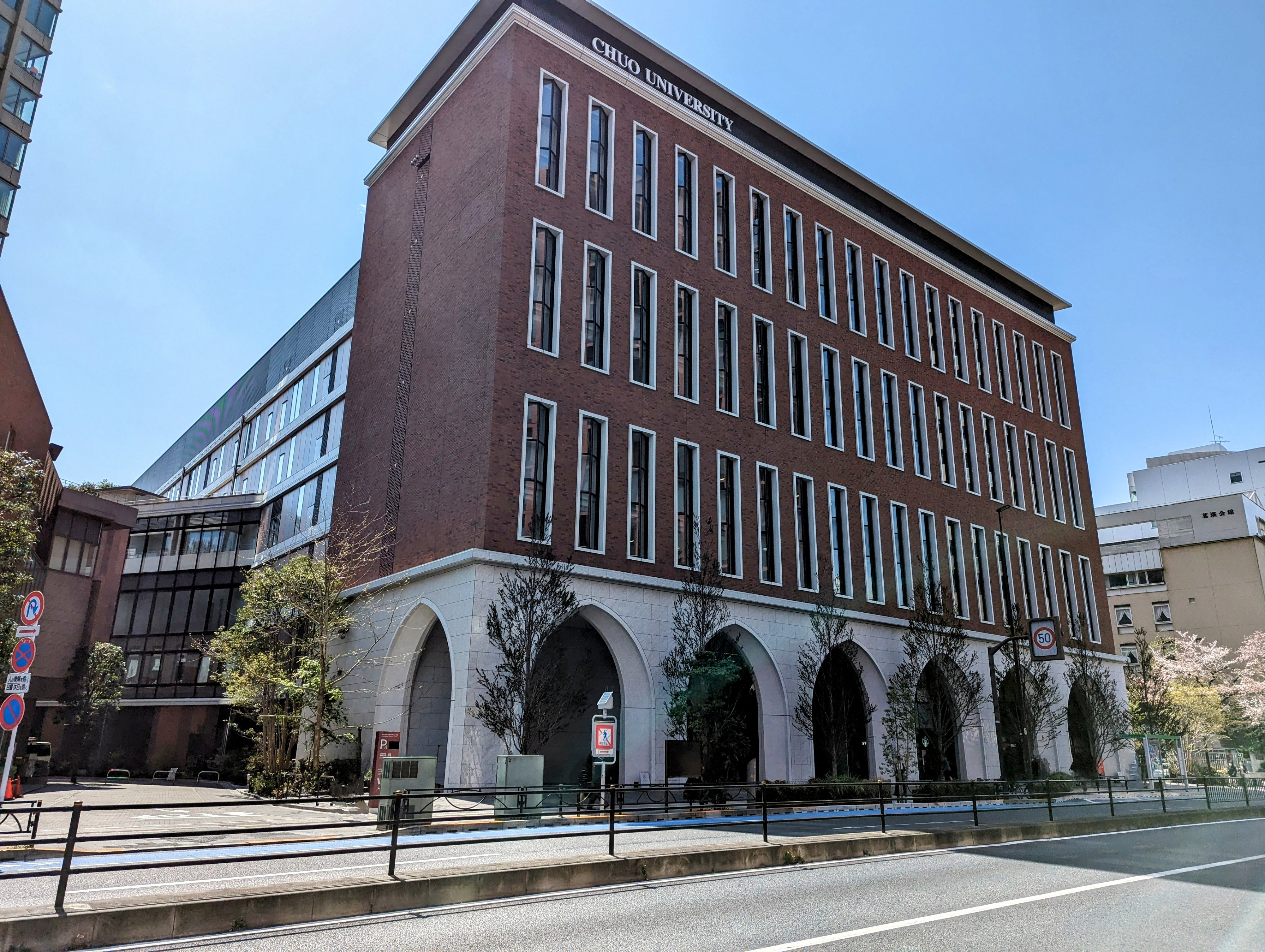
Campus de Miyogadami de l'université Chūō ouvert en 2023. Après avoir délocalisé son campus à Hachiōji en banlieue de Tōkyō après guerre, l'établissement -comme d'autres- relocalise certains de ses enseignements vers les arrondissements centraux.

Les régions plus rurales (à Shikoku et Kyūshū) sont les plus touchées par les difficultés enregistrées par des universités privées, et les établissements réservées aux étudiantes sont aussi parmi les plus touchés. Des fusions d'universités privées sont ainsi enregistrées pour combattre ce problème de sous-recrutement. Les difficultés rencontrées par ces universités rurales font courir le risque de dévitalisation de leurs régions, les étudiants devant rejoindre des pôles urbains plus importants pour poursuivre leurs études. A contrario, les universités privées comptant le plus d'étudiants sont souvent situées dans les plus grandes villes du pays, et ont été autorisées à augmenter leurs capacités d'accueil après la crise du COVID. Dans les zones plus urbanisées du pays sont aussi enregistrés des phénomènes de concentrations vers les zones les plus denses. De nombreuses universités privées ont délocalisé en banlieues jusqu'à vers 2002 leurs campus pour bénéficier de plus d'espace. Après cette date plusieurs universités privées ont au contraire cherché à se rapprocher des centre-ville en y ouvrant de nouveaux campus. Ce phénomène est visible à Tōkyō, mais aussi dans d'autres villes universitaires comme Hiroshima ou Sendai.
Le cout moyen d'une année de scolarité dans l'un de ces établissements privés s'élève à 864 384 yens en 2014, et a connu une progression constante depuis 40 ans (180 000 yens par an en 1974, 500 000 yens par an en 1987, et 800 000 yens par an en 2002).

## Fonctionnement

### Scolarité
Le Common Test for University Admissions (en) (大学入学共通テスト, Daigaku Nyūgaku Kyōtsū Tesuto) est organisé sur deux jours début janvier et est passé par les lycéens qui souhaitent poursuivrent leurs études à l'université. Il remplace depuis 2021 le test du Centre national des admissions à l'université, qui fonctionnait sur un modèle similaire depuis 1990. Les résultats de ce test sont utilisés par une grande partie des universités nationales, publiques, et privées. Les établissements peuvent ensuite soumettre à un second examen les candidats qui ont passé une barre d'admissibilité au test national. Il est composé d'un mélange de questions à choix multiples et de réponses rédigées, et porte sur sept matières scolaires pour un total de 21 sujets ; le premier jour est consacré aux épreuves de géographie, d'histoire, de sciences sociales, de japonais, et de langues étrangères, et la seconde journée est consacrée aux épreuves de sciences et de mathématiques. En 2021, il est administré dans 681 centres d'examen et est passé par 535 245 candidats. Les candidats qui visent des établissements très sélectifs ont souvent recours à des classes préparatoires privées qui dispensent des cours en dehors du temps scolaire. Certains de ces candidats (surnommés rōnin) peuvent choisir de repousser leur entrée à l'université pour préparer une année de plus les concours d'entrée dans ces classes préparatoires privée dans le but d'obtenir une université plus prestigieuse.

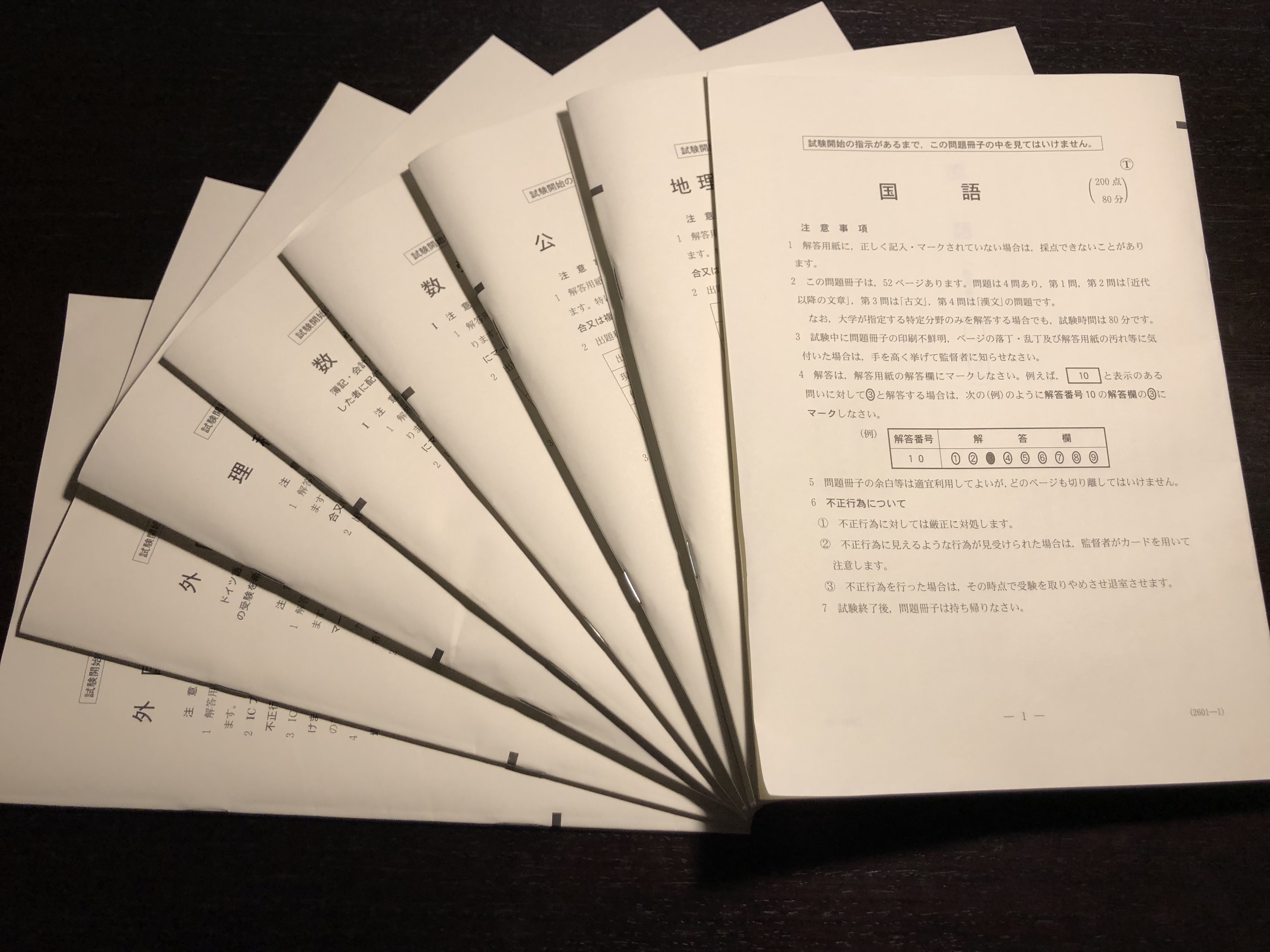
Sujets de la première journée du Common Test for University Admissions (en)
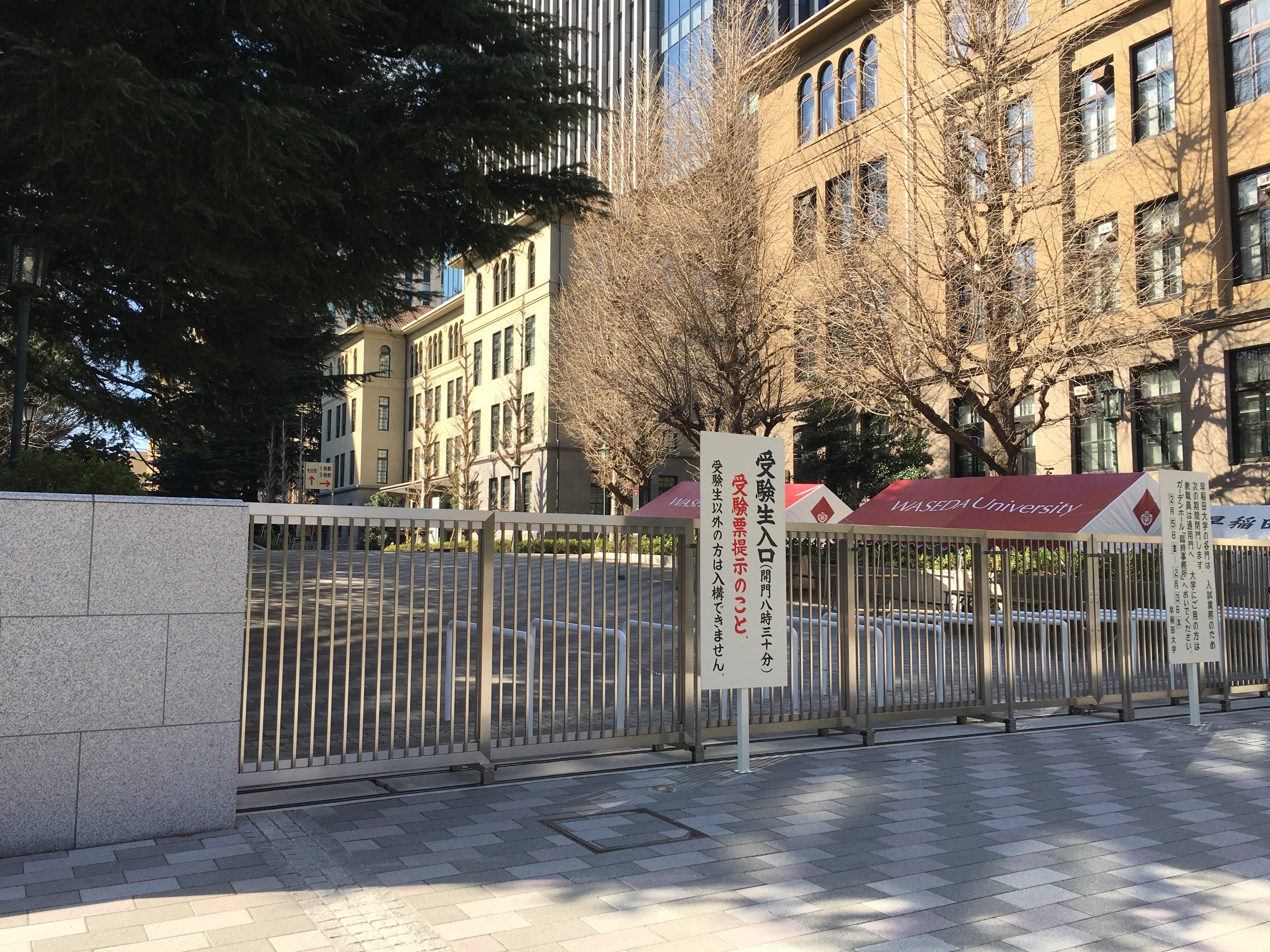
Grilles d'entrée de l'Université Waseda avant le début du concours d'entrée de l'université.
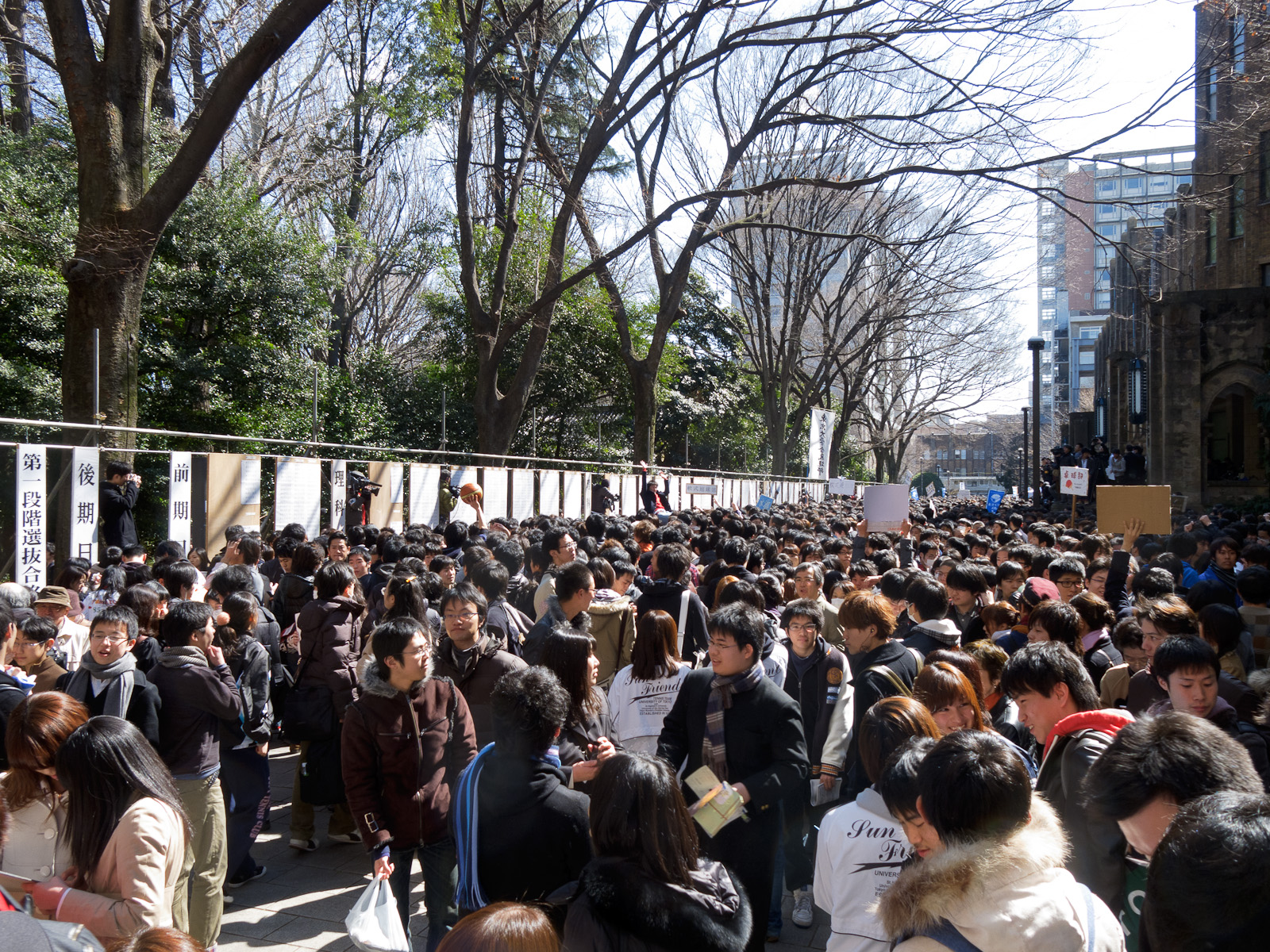
Publication des résultats du concours d'entrée de l'université de Tokyo.
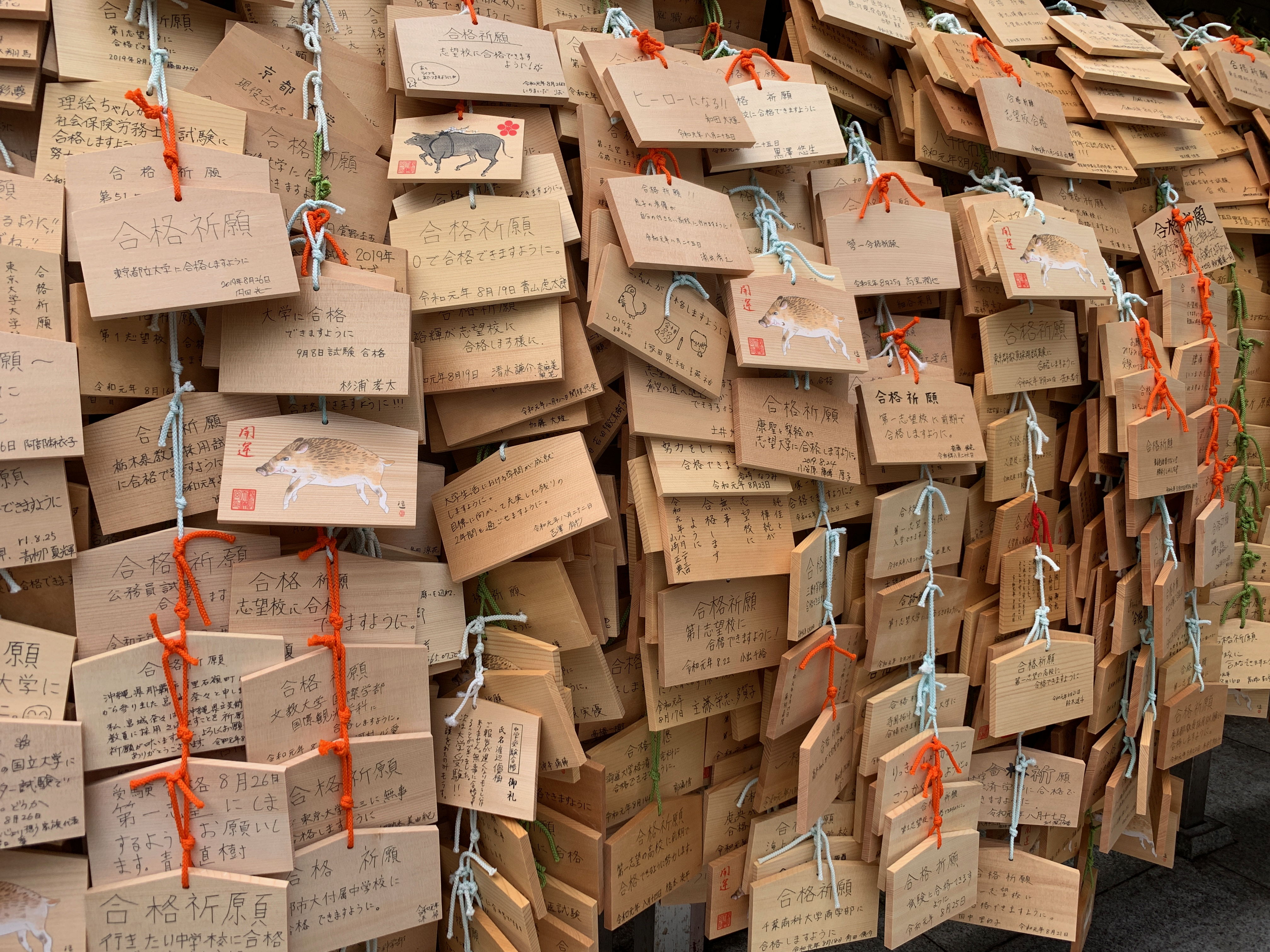
Avant les concours d'entrée à l'université, de nombreux candidats laissent de Ema (plaques votives) dans certains temples liés aux études comme le Yushima Tenman-gū.

La licence (学士, gakushi) se fait en quatre ans au sein de facultés de 1er cycle (学部, gakubu). La dernière année est souvent consacrée à la recherche d'emploi par les étudiants dans le cadre de recrutement groupé de nouveaux diplômés, ce qui a souvent pour effet d'alléger la charge pédagogique de cette quatrième année d'étude et d'entrainer un taux d'absentéisme fort. Une grande majorité des étudiants sécurisent un emploi avant d'être officiellement diplômés. Début 2020, 87,1% des étudiants diplomés en mars ont déjà obtenus un emploi dès le 1er décembre précédant.
Le master se fait en deux ans de scolarité et le doctorat en trois, tous deux au sein de facultés de cycles supérieurs (研究科, kenkyūka) modelées sur le fonctionnement des Graduate school anglosaxonnes.

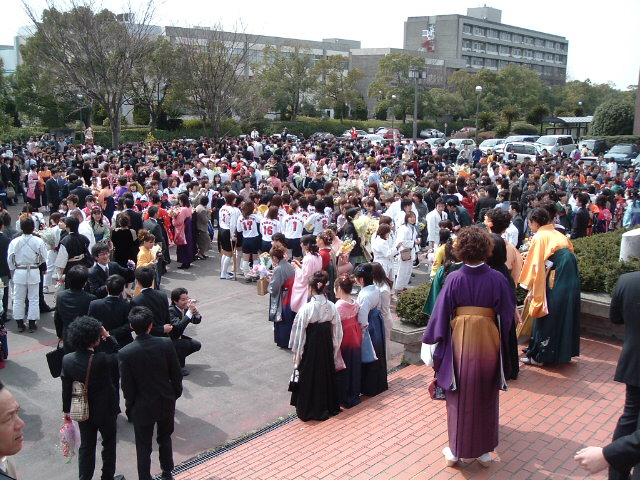
Etudiants à l'issus d'une cérémonie de remise des diplômes à l'université d'éducation d'Aichi.
- Etudiants mis à l'honneur lors d'une cérémonie de remise des diplômes à l'université Waseda.
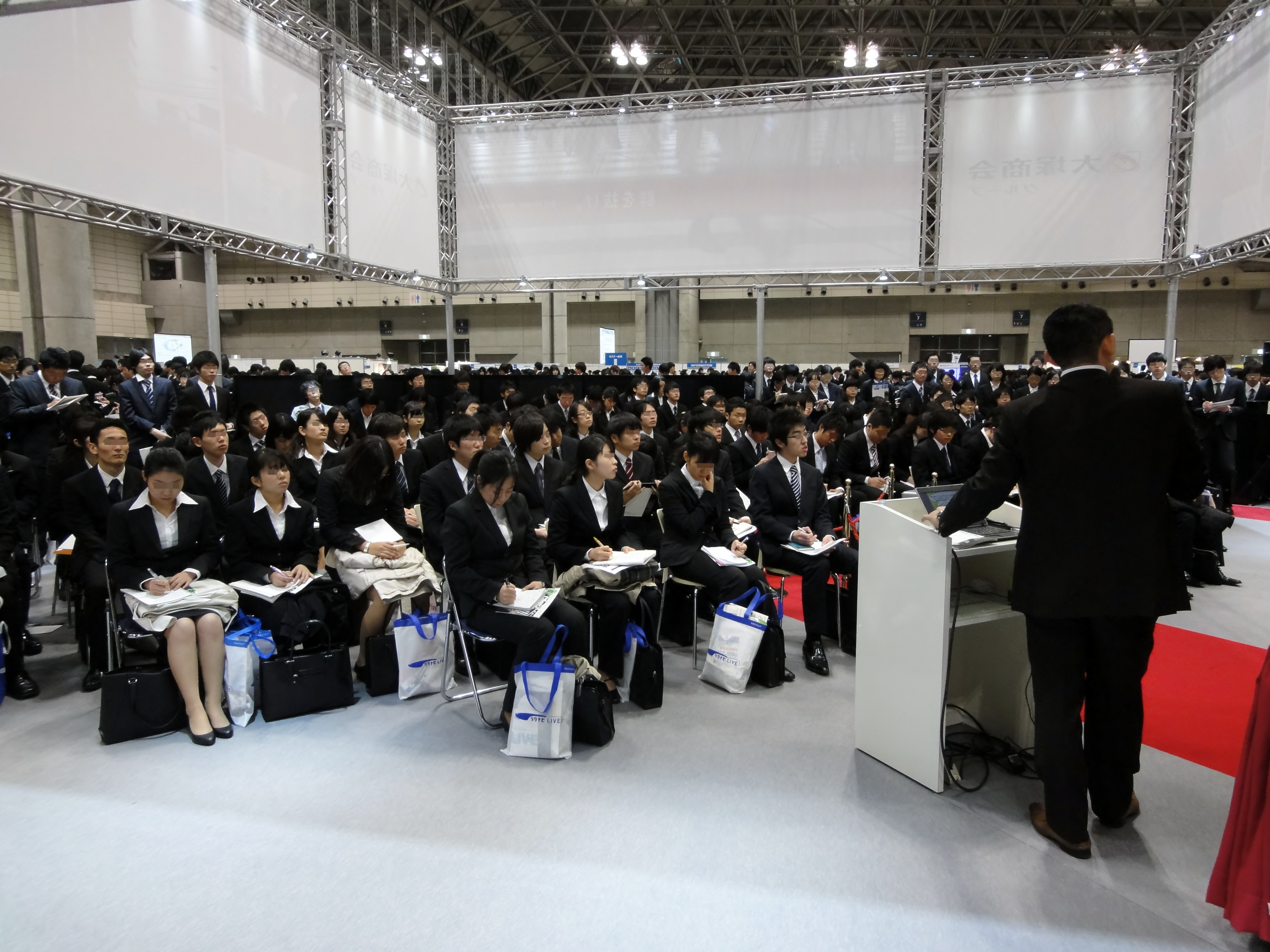
Session de recrutement groupé de nouveaux diplomés.

### Activités de recherche
Les activités de recherches sont concentrées dans une dizaine d'universités nationales (les sept anciennes unités impériales et quelques autres établissements comme l'Université de Tsukuba ou l'Université de technologie de Tokyo) et quelques universités privées comme l'Université Keio et l'université Waseda. Le système universitaire japonais est le seul système universitaire en dehors de celui des États-Unis et que quelques systèmes européens à avoir formé plusieurs dizaines de prix Nobel. Les universités ont historiquement beaucoup contribué à la croissance économique du pays et à sa modernisation en étant des pôles importants d'innovation. 

### Relations internationales

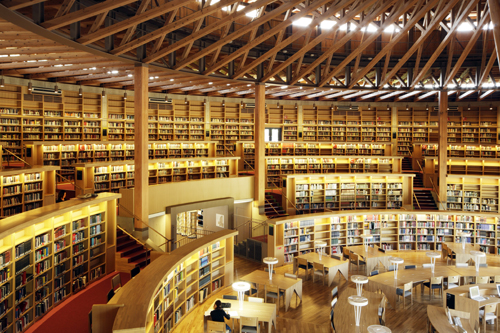
Intérieur de la bibliothèque de l'université d'études internationales à Akita.

Peu d'étudiants japonais partent lors de leur premier cycle universitaire à l'étranger, et seules huit universités en 2009, la plupart privées, envoient plus de 100 étudiants suivre un échange universitaire dans un autre pays. Ce manque d'internationalisation est à l'origine de la création de nouvelles universités dans les années 2000, comme l'université d'études internationales à Akita ou l'Université Ritsumeikan d'Asie Pacifique (en)à Beppu, consacrée aux filières internationales, et accueillant un grand nombre d'étudiants étrangers. Le nombre de Japonais étudiant à l'étranger est en baisse à la fin des années 2010 passant de 82 945 au maximum en 2004 à 55 969 en 2016 avant de revenir à 89 179 en 2023.
Le pays reçoit cependant un nombre bien plus importants d'étudiants étrangers dans ses universités. Ils sont 312 000 en 2019, et en 2023 le premier ministre Kishida indique vouloir porter ce chiffre à 400 000 pour 2033. Ils demeurent cependant peu nombreux en proportion, ne représentant que 5 % des étudiants au Japon à la fin des années 2010, là où l'Australie qui attire de nombreux étudiants asiatiques parvient à atteindre les 30 %.

## Sources